# 溫布頓足球會
溫布頓足球會（Wimbledon Football Club）是在英格蘭西南倫敦的溫布頓（Wimbledon）創建的足球會，於1889年以「溫布頓舊中央學院」（Wimbledon Old Centrals）名義成立，於1905年更名為溫布頓，在歷史中大部分時間在非聯賽中渡過，直到1970年代末至1980年代初火速升級到英格蘭頂級聯賽，由1986年到2000年期間先後在甲組聯賽及後期重組的超級聯賽中作賽。溫布頓於1988年在足總盃決賽以1-0擊敗應屆聯賽冠軍利物浦而奪標，是自嘉爾篤會隱修士舊生（Old Carthusians）後第二支分別贏得足總盃及足總業餘盃（FA Amateur Cup）的球隊，溫布頓於1963年奪得後者的冠軍。
隨著泰萊報告書（Taylor Report）的發表，要求所有頂級球隊須要在全坐席的球場作賽，為此溫布頓於1991年遷離主場普柳徑（Plough Lane）。溫布頓自此與本地競爭對手水晶宮共用主場，這個安排一直維持超過10年之久。於2003年經過考慮不同地點，溫布頓決定北移56英里（90）到白金汉郡的米爾頓凱恩斯。但這次遷移離開南倫敦卻不獲其大部分基礎支持者及普遍球迷的接納，在前一年其部分支持球迷為對應遷移計劃而成立一支名為AFC溫布頓（AFC Wimbledon）的新球隊，作為延續溫布頓地區體育的代表。AFC溫布頓最初在鄰近的京士頓作賽，但後來收購了普柳徑對岸的溫布頓賽狗場並將之重建為新的普柳徑球場，2020年正式遷回普柳徑。

## 歷史

### 業餘年代
溫布頓舊中央書院（Wimbledon Old Centrals）在1889年成立，以當時在溫布頓公地（Wimbledon Common）的舊中央書院（Old Central School）命名，其隊員全部是該書院的學生。於1905年更名為溫布頓足球會（Wimbledon Football Club），球隊一直在溫布頓公地及附近地區不同的球場進行比賽，直到1912年遷移到保雅巷（Plough Lane），成為其往後79年的主場球場。溫布頓逐漸成為國內最著名的業餘球隊之一，贏取八屆伊斯米安聯賽（Isthmian League）冠軍，更於1963年以4-2擊敗瑟頓聯（Sutton United）奪得足總業餘盃（FA Amateur Cup）冠軍。翌年在德高望重的主席薛尼·布歷克（Sydney Black）主催下轉為職業球隊，加入南部聯賽（Southern League），繼續其成功歷程。

### 蓄勢待起
1975年溫布頓在足總盃的出色表現使其聲名大噪，他們是20世紀首支非聯賽球隊作客擊敗頂級聯賽隊伍，於第三圈在特富穆尔球场（Turf Moor）1-0殺敗對手般尼；第四圈作客衛冕聯賽冠軍列斯聯，在艾蘭路球場賽和0-0，門將迪奇·盖（Dickie Guy）更在比賽中撲出彼得·羅利馬的十二碼；但在塞爾赫斯特公園球場（Selhurst Park）4萬觀眾面前的重賽卻不幸以一個「烏龍球」落敗被淘汰。
在連奪三屆（1974/75年、1975/76年及1976/77年）南部聯賽超聯組（Southern League Premier Division）冠軍後，溫布頓獲選加入丁組聯賽。1977/78年以第13位完成首個球季，而領隊阿倫·碧斯福特（Allen Batsford）在1978年1月2日離職，由達利奧·加迪（Dario Gradi）接任，於1978/79年第二季獲得聯賽季軍及升級到丙組。
1979/80年球季溫布頓首次在丙組角逐並不成功，以墊底成積在季後降回丁組，整季46場比賽僅取得10場勝仗。降級僅一季後溫布頓即獲得丁組聯賽殿軍重返丙組，但季中事故頻生，首先主席朗·勞達斯（Ron Noades）離任轉投水晶宮，隨後更撬走領隊達利奧·加迪到塞爾赫斯特公園球場，領隊遺缺由前助理領隊戴夫·巴塞特（Dave Bassett）接任。
1981/82年是溫布頓一個傷痛球季，回升丙組後在聯賽排榜末第三位，成為「升降機」再次降級到丁組。在護級戰失敗前，上季在球隊效力的後衛戴夫·基文特（Dave Clement）因嚴重受傷後患上憂鬱症，服食除草剂自殺身亡。

### 升上頂級聯賽及足總盃奪冠
1984年，溫布頓奪得當時第三級的丙組聯賽亞軍，首次升上第二級的乙組聯賽。溫布頓在首季取得乙組聯賽第十二名，成功保留在乙組聯賽的席位。1985/86年度球季，溫布頓奪得乙組聯賽季軍，來季升上頂級的甲組聯賽。溫布頓在1986年升上頂級聯賽，距離他們首次加入英格蘭聯賽只有九年，他們亦只用了四年時間，由第四級的丁組聯賽升上頂級的甲組聯賽。
當溫布頓首次在頂級的甲組聯賽作賽時，不少球評家認為他們會在首季就護級失敗降回乙組聯賽。但溫布頓首五場的甲組聯賽竟取得四勝一負的佳績，一度佔據聯賽榜首位置，最後溫布頓在首季的甲組聯賽取得第六名。溫布頓的傳統英式踢法，和球員高大的身裁和悍勇的攔截，以至溫布頓球迷場外出位的行徑，被英格蘭球壇稱為「狂幫 (Crazy Gang)」
溫布頓在1987/88年第二季的甲組聯賽取得第七名，繼續保持聯賽中上游成績，但本季溫布頓最大成就是歷史性地首次取得英格蘭足總盃冠軍。溫布頓先後淘汰三支甲組聯賽球隊紐卡素、屈福特及盧頓晉身足總盃決賽，對手是應屆甲組聯賽冠軍利物浦。被看低一線的溫布頓，在上半場憑球員山齊士頭球頂入先開紀錄，至下半場利物浦射手艾德烈治射失一個十二碼罰球，喪失扳平機會，最後溫布頓以1-0爆冷擊敗利物浦，首次奪得英格蘭足總盃冠軍。

### 遷移主場
溫布頓會方早在1988年表示會建立一個新球場，但直到1990年建立新球場的計劃仍未進行。在希爾斯堡慘劇慘劇後，隨着泰萊報告書（Taylor Report）的發表，英格蘭足總要求所有球會檢視球場安全，尤其是要求取消企位。溫布頓的主場保雅巷球場因不是全部觀眾設有獨立座位的球場，須改善才符合安全要求。溫布頓會方研究過改建計劃，認為要改建保雅巷球場花費高昂，故決定於1991-92年度球季開始，將主場遷往塞爾赫斯特公園球場，與另一支倫敦球會水晶宮共用主場。
溫布頓在奪得英格蘭足總盃之後數季聯賽，均取得中游位置，成功繼續保住甲組聯賽席位。1992年，英超成立，溫布頓成為其中一個始創成員。

### 從超聯降級
在英超成立後最初數個球季，溫布頓一直在聯賽取得中游位置。1996/97年度球季，溫布頓更在足總盃及聯賽盃兩項盃賽打進最後四強。在1997/98年度球季，溫布頓在首循環聯賽取得第五名，但球隊在次循環成績迅速滑落，最後只能以第十五名完成整季聯賽，是溫布頓自1986年升上頂級聯賽以來，成績最差的一屆。1998/99年度球季，溫布頓在聯賽後勁不繼的情況繼續出現，球隊在三月中還有望爭取到來季歐洲賽資格，但球隊在本屆最後十場的聯賽取得兩和八負的劣績，令球隊最後只能以聯賽第十六名完成本屆賽事。
1999-2000年度球季，溫布頓再次出現後勁不繼的情況，在最後十場聯賽竟取得一和九負的成績，結果被後上的修咸頓、打比郡及巴拉福特趕過，跌至聯賽榜第十八位，來屆降落次級聯賽英甲，結束球會長達十四年的頂級聯賽生涯。
溫布頓降班後，在2000-01及2001-02年度球季均只能取得英甲第八、九名，未能取得回升英超的資格。

### 搬遷城市
在1990年代末期，米尔顿凯恩斯一名音樂企業家皮特·溫克爾曼察覺到主要火車站旁正建議進行大型商業發展，包括著名零售店ASDA及宜家，其中部分為興建一個新運動場，溫克爾曼認定機不可失，但米尔顿凯恩斯原有的球隊米尔顿凯恩斯只在低級別的非職業地區聯賽作賽，很難說服投資者支持一隊沒有球迷的地區球隊，故此計劃從其他城市引入一支頂級職業足球隊。自1998年起，溫克爾曼不斷接觸一些有財務困難的球隊，包括巴恩斯利、盧頓及女王公园巡游者等，但都不得要領。
溫布頓自1991年與水晶宮共用塞尔赫斯特公园球场，因觀眾數字偏低，一直尋求遷離原居地，因此與溫克爾曼不謀而合，2002年5月28日足總批准溫布頓遷移米尔顿凯恩斯。但15個月後當溫布頓正進行搬遷時，球隊因超越2,000萬英鎊的欠債而進行債務重組。2003/04年溫布頓被迫將隊中最好的球員出售減債，因此在季末降級第三級的甲級聯賽。2003年夏季溫克爾曼集資將「國家曲棍球球場」（National Hockey Stadium）改建為適合足球比賽，同年9月溫布頓遷入米尔顿凯恩斯。2004年春季溫克爾曼購入溫布頓以免球隊因破產而清盤。

### 更改名稱
2004年6月，不管足總獨立委員會的建議保留“溫布頓”及早前答允讓球迷投票決定球隊新名字，溫克爾曼宣佈溫布頓更名為米爾頓凱恩斯頓斯（Milton Keynes Dons）。溫克爾曼宣稱在球隊新名字中加上“頓斯”（Dons）已足夠維繫球隊以前的歷史，但明顯地只想埋藏過去。當2004年7月1日球隊在新東主及名字中脫離債務重組後，溫克爾曼揭示新的球隊顏色及隊徽，事前未作任何諮詢，隊徽的年份顯示為MMIV，即代表球隊是成立於2004年的一支新球隊，而球隊的域名mkdons.com更早在2000年已註冊。自此溫布頓足球會成為歷史。

## 榮譽
- 英格蘭足總盃
  - 冠軍：1988年；
- 英格蘭丁組聯賽
  - 冠軍：1982/83年；
- 英格蘭足總業餘盃
  - 冠軍：1963年；
  - 亞軍：1935年、1947年；
- 英格蘭聯賽團體盃
  - 亞軍：1980/81年；
- 英義盃:
  - 亞軍：1976年；

## 主場球場
- 1912-1991年：保雅巷（英语：Plough_Lane_(1912–1998)）（Plough Lane）
- 1991-2003年：塞爾赫斯特公園（Selhurst Park）
- 2003-2004年：國家曲棍球運動場（英语：National_Hockey_Stadium_(Milton_Keynes)）（National Hockey Stadium）

## 聯賽歷史
| 1919-1921年 | Athenian League                |
| 1921-1964年 | 依斯米安聯賽                   |
| 1964-1965年 | 南部聯賽甲組                   |
| 1965-1977年 | 南部聯賽超聯賽（由舊甲組更名） |
| 1977-1979年 | 英格蘭丁組聯賽                 |
| 1979-1980年 | 英格蘭丙組聯賽                 |
| 1980-1981年 | 英格蘭丁組聯賽                 |
| 1981-1982年 | 英格蘭丙組聯賽                 |
| 1982-1983年 | 英格蘭丁組聯賽                 |
| 1983-1984年 | 英格蘭丙組聯賽                 |
| 1984-1986年 | 英格蘭乙組聯賽                 |
| 1986-1992年 | 英格蘭甲組聯賽                 |
| 1992-2000年 | 英格蘭超級聯賽（始創成員）     |
| 2000-2003年 | 英格蘭甲組聯賽〈第二級〉       |

## 歷任領隊
在委任沃茨（H. R. Watts）擔當首任領隊前，相信球隊由一個委員會負責球隊事務，包括在比賽日挑選出賽陣容等。
| 任期        | 國籍及姓名     |
| ----------- | -------------- |
| 1930-194?年 | H. R. Watts    |
| 194?–1955年 | Doc Dowden     |
| 1955–1971年 | Les Henley     |
| 1971–1973年 | Mike Everitt   |
| 1973–1974年 | Dick Graham    |
| 1974–1978年 | Allen Batsford |
| 1978–1981年 | Dario Gradi    |
| 1981–1987年 | Dave Bassett   |
| 1987–1990年 | Bobby Gould    |
| 1990–1991年 | Ray Harford    |
| 1991–1992年 | Peter Withe    |
| 1992–1999年 | Joe Kinnear    |
| 1999–2000年 | Egil Olsen     |
| 2000-2002年 | Terry Burton   |
| 2000-2004年 | Stuart Murdoch |

## 著名球員
- 戴夫·比辛（Dave Beasant）：1988年足總盃冠軍隊的門將及隊長，曾隨同球隊在全部4個不同級別的聯賽中作賽。
- 羅里·肯寧咸（Laurie Cunningham）：1988年足總盃決賽後備上陣。英格蘭國腳及前皇家馬德里左翼。
- 約翰·法辛奴（John Fashanu）：於1986年從米禾爾收購的前鋒，1988年足總盃冠軍隊成員，一直效力到1994年。是球隊歷來首名在效力期間代表英格蘭的球員，於1989年5月0-0賽和智利中上陣。
- 約翰·赫臣（John Hartson）：1999年從韋斯咸以破球會轉會費紀錄的750萬英鎊加盟。
- 夏文·靴達臣（Hermann Hreiðarsson）：在英超降級前一季效力的冰島國腳。
- 雲尼·鍾斯（Vinnie Jones）：充滿爭議的硬漢，曾兩度效力，首次時是1988年足總盃冠軍隊成員。現時是一名性格演員。
- 奥伊温德·李安赫臣（Øyvind Leonhardsen）：1994年從洛辛堡加盟的挪威國腳中場，直到1997年才轉投利物浦。
- 基斯·佩利（Chris Perry）：在球隊主場附近長大兼溫布頓球迷的守衛，於1999年以400萬英鎊加盟熱刺。
- 尼祖·李奧-曲加（Nigel Reo-Coker）：前英格蘭U21隊員，轉會韋斯咸後再加盟阿士東維拉。
- 羅利·山齊士（Lawrie Sanchez）：他在1986年的入球協助溫布頓升級甲組，更於1988年足總盃決賽一箭定江山擊敗利物浦。北愛爾蘭國腳及領隊。
- 彼得·施路頓（Peter Shilton）：於1995年加盟作為第三號門將，最終沒有機會上陣。
- 尼爾·蘇利雲（Neil Sullivan）：為溫布頓在英超最後4季的正選門將，蘇格蘭國腳。
- 賓·戴卓爾（Ben Thatcher）：以150萬英鎊從米禾爾簽入，為溫布頓在英超最後4季效力，其後被賣到熱刺。
- 尼祖·溫特本（Nigel Winterburn）：溫布頓升級甲組功臣，其後轉投阿仙奴及入選英格蘭。
- 丹尼斯·韋斯（Dennis Wise）：從修咸頓簽入，1988年足總盃冠軍隊的左翼。

## 參閱
- Meadowbank Thistle F.C., which moved out of Edinburgh to Livingston, to become Livingston F.C.

## 延伸閱讀
- 《The Crazy Gang: The Inside Story of Vinnie, Harry, Fash and Wimbledon FC》 by Matt Allen
- 《Wimbledon FC - Old Central's Man Walter Ernest Hawtin, 1876-1916》 by Gillian Hawtin
- 《Dons - in the League: Wimbledon FC - The First Five Seasons, 1977-1982》by Stephen Crabtree
- 《Wimbledon FC》by Dean Hayes

## 外部連結
- The official website of AFC Wimbledon （页面存档备份，存于）
- Historical Dons site (by Dave Hambly) （页面存档备份，存于）
- The Wimbledon Old Players Association
- The official website of Milton Keynes Dons F.C. （页面存档备份，存于）
- Statistics for part of Wimbledon FC's existence
- Wimbledon （页面存档备份，存于） at the Football Club History Database